# Mimetus tuberculatus
Mimetus tuberculatus är en spindelart som beskrevs av Liang och Wang 1991. Mimetus tuberculatus ingår i släktet Mimetus och familjen kaparspindlar. Inga underarter finns listade i Catalogue of Life.